# Мон-Трамлан
Мон-Трамлан (нем. Mont-Tramelan) — коммуна в Швейцарии, в кантоне Берн.
Входит в состав округа Куртелари. Население составляет 125 человек (на 31 декабря 2006 года). Официальный код — 0437.